# Cocorăștii Colț
Cocorăștii Colț is een Roemeense gemeente in het district Prahova.
Cocorăștii Colț telt 3152 inwoners.